# 神山健治
神山 健治（かみやま けんじ、1966年3月20日 - ）は、日本のアニメーション監督、脚本家、演出家、経営者。

## 人物
埼玉県秩父市出身。代表作に『攻殻機動隊 S.A.C.』シリーズ、『精霊の守り人』、『東のエデン』など。主な制作拠点はProduction I.Gである。
『攻殻機動隊 STAND ALONE COMPLEX』は全米CATVの視聴率1位を記録するなど、海外でも人気が高い。『S.A.C.』シリーズは、DVD累計売上が230万枚を超える大ヒットとなる。
押井塾時代の神山を押井守は、「級長のような存在」と評している。また、「こんなに売れるとは思わなかった。もっと早い時期につぶしておけばよかった。」と冗談交じりに語っている。
スタッフと徹底討論して脚本製作するのが信条。本物志向の影響を受けた人物として、スティーヴン・キング、田中角栄を挙げ、影響を受けた小説家は、J・D・サリンジャーとしている。また、アニメ監督を目指したきっかけとして14歳の時に観た『スター・ウォーズ/帝国の逆襲』を挙げ、その後『機動戦士ガンダム』と出会い、アニメなら同スケールの作品を描けるのではないかと思ったと自らのルーツを語っている。

## 略歴
1984年、地元高校の文化祭を渡り歩きアニメ自主制作の部活動がある高校として選んだ埼玉県立秩父農工高校食品科学科を卒業。建前ではシェフの道を志すが、学生時代から学業より熱心だったアニメーションの自主制作を続ける。
1985年、スタジオ風雅に入社。当初は背景及び美術監督として活動。
1996年、沖浦啓之の誘いで『人狼 JIN-ROH』の演出を務めるためProduction I.Gに入社｡
2002年、『ミニパト』で初監督を務める。TVアニメでは『攻殻機動隊 STAND ALONE COMPLEX』が初監督作品となり、同作とそのシリーズ作品はいずれも高い評価を得ている。
2009年、原作・監督作品として『東のエデン』TVシリーズと劇場版2作を発表。羽海野チカとのコラボで話題となる。
2011年、既存の3D映画とは異なる手法で、日本のセルアニメ作風を保ちつつ奥行き表現も重視した3D立体視映画『攻殻機動隊 S.A.C. SOLID STATE SOCIETY 3D』を発表。石井朋彦プロデューサーによるProduction I.G初の自主配給に参加。ぴあ初日満足度ランキングでは満足度89.5で第1位と、同規模で2008年に公開された押井守監督『GHOST IN THE SHELL / 攻殻機動隊2.0』の満足度83.8点を超え、最終興収を10日間で突破。20日間で興行収入1億円を突破したため、スクリーン数を3倍に拡大公開する異例の展開となった。観客動員10万人と興行収入2億円突破を記念した劇場生オーディオコメンタリー上映にて、Ustreamでは全世界約21万チャンネルで首位、ニコニコ生放送の視聴者数は13万人を突破している。
2011年、株式会社STEVE N' STEVEN（スティーブン スティーブン）を設立。代表取締役共同CEOに就任。
2011年、2012年秋公開の映画『009 RE:CYBORG』の製作発表イベントを行い、制作工程を刷新したジャパニメーションのプロモーションビデオを劇場公開。他全国4劇場でも衛星中継され、YouTube、Ustream、ニコニコ生放送でも会場の模様は同時配信。全世界でのべ23万人以上の視聴を獲得している。
2016年11月1日、会社名を株式会社 STEVE N' STEVENから株式会社CRAFTAR（クラフター）へ変更。2022年10月13日、CRAFTERとグループ会社であるクラフターエンジンの解散が報じられた。

## 作品

### 監督作品

#### TVアニメシリーズ作品
- 攻殻機動隊 STAND ALONE COMPLEX（2002年）監督・シリーズ構成・脚本・絵コンテ
  - 攻殻機動隊 STAND ALONE COMPLEX The Laughing Man (2005年) 監督・脚本・絵コンテ ※攻殻機動隊 STAND ALONE COMPLEXの再編集版
- 攻殻機動隊 S.A.C. 2nd GIG（2004年）監督・シリーズ構成・脚本・絵コンテ
  - 攻殻機動隊STAND ALONE COMPLEX Individual Eleven (2006年) 監督・脚本・絵コンテ ※攻殻機動隊 S.A.C. 2nd GIGの再編集版
- 精霊の守り人（2007年）監督・脚本
- 東のエデン（2009年）原作・監督・脚本

#### 長編作品
- ミニパト（2002年）監督
- 攻殻機動隊 STAND ALONE COMPLEX Solid State Society（2006年）監督・脚本・絵コンテ
- 真・女立喰師列伝 第3話 Dandelion 学食のマブ（2007年）監督・脚本・出演
- 東のエデン 総集編 Air Communication（2009年）原作・脚本・監督 ※テレビシリーズの総集編
- 東のエデン 劇場版I The King of Eden（2009年）原作・脚本・監督
- 東のエデン 劇場版II Paradise Lost（2010年）原作・脚本・監督
- 攻殻機動隊 S.A.C. SOLID STATE SOCIETY 3D（2011年）監督・脚本・絵コンテ ※攻殻機動隊 STAND ALONE COMPLEX Solid State Societyの3D立体視アニメーション化
- Xi AVANT（2011年）原作・監督・脚本・絵コンテ ※短編3Dアニメーション、攻殻機動隊 S.A.C. SOLID STATE SOCIETY 3Dと同時上映
- 009 RE:CYBORG（2012年公開）監督・脚本
- CYBORG009 CALL OF JUSTICE（2016年公開 3部作）総監督・脚本
- ひるね姫 〜知らないワタシの物語〜（2017年公開） 原作・監督・脚本 [12]
- 永遠の831（2022年）監督・脚本
- ロード・オブ・ザ・リング/ローハンの戦い（2024年） 監督[13]

#### Webアニメ作品
- もうひとつの未来を。（2013年）監督・脚本
- エンシェンと魔法のタブレット 〜もうひとつのひるね姫〜（2017年）原作・監督
- ULTRAMAN（2019年 - 2022年） 荒牧伸志と共同監督
- 攻殻機動隊 SAC_2045（2020年 - 2022年） 監督（荒牧伸志と共同）・シリーズ構成・脚本

#### ミュージック・ビデオ
- 降谷建志「Swallow Dive」MV（2015年）監督
- 降谷建志「Stairway」MV（2015年）監督

### 参加作品
- シティーハンター（1987年）背景
- めぞん一刻 完結篇（1988年）背景
- AKIRA（1988年）背景
- 魔女の宅急便（1989年）背景
- 冒険!イクサー3（1990年）美術ボード
- 老人Z（1991年）美術監督補
- BURN-UP（1991年）美術監督
- 走れメロス（1992年）背景
- 三毛猫ホームズの幽霊城主（1992年）美術監督
- 電影少女 -VIDEO GIRL AI-（1992年）背景
- サイレントメビウス2（1992年）背景協力
- THE八犬伝 新章（1993年）美術監督
- ジェノサイバー 虚界の魔獣（1993年）美術監督
- ポリスノーツ（1995年）アニメーションユニット・監修
- 神秘の世界エルハザードOVA（1995年）背景協力
- タトゥーン★マスター（1996年）絵コンテ・演出
- ワイルドアームズ トワイライトヴェノム（1999年）脚本
- BLOOD THE LAST VAMPIRE（2000年）企画協力・脚本
- 人狼 JIN-ROH（2000年）演出
- メダロット（2000年）絵コンテ、演出
- メダロット魂（2000年）絵コンテ
- ポポロクロイス物語II（2000年）アニメーションパート監督・演出・絵コンテ
- サモンナイト2（2001年）オープニングアニメーション演出・絵コンテ
- ケータイ捜査官7（2008年）OP絵コンテ
- 009（2010年）脚本
- Silicon;BootDrive／シリコン；ブートドライブ（2013年）ストーリーサポート
- ハイキュー!!（2014年）エンディングアニメーション絵コンテ
- シン・ゴジラ（2016年）企画協力
- サルベイション（2019年）原案・スクリプトドクター

## 書籍

### 小説
- 小説 東のエデン（2009年9月 ダ・ヴィンチブックス／2012年9月 MF文庫ダ・ヴィンチ）
- 小説 東のエデン 劇場版（2010年4月 ダ・ヴィンチブックス／2012年9月 MF文庫ダ・ヴィンチ）
- 攻殻機動隊 S.A.C. SOLID STATE SOCIETY（2011年3月 講談社）- 共著：春日康徳
- 攻殻機動隊 STAND ALONE COMPLEX SECTION-9（2012年2月 徳間書店）- 共著：春日康徳
- 009 RE:CYBORG（2012年11月 角川書店）- 共著：福島直浩
- 小説 ひるね姫 知らないワタシの物語（2017年2月 角川文庫／2017年3月 角川つばさ文庫）

### エッセイ
- 神山健治の映画は撮ったことがない 映画を撮る方法・試論（2009年4月 INFAS BOOKS／2017年3月 講談社）

### ムック
- 総特集 神山健治 監督デビュー10年 アニメ表現の新たなる地平（2012年10月 河出書房新社）
- 神山健治Walker（2017年3月 KADOKAWA）

### 漫画原作
- 009 RE:CYBORG（2012年 - 2015年 ビッグガンガンコミックスSUPER 全6巻）- ストーリー
- サイボーグ009 旅立ち編 Setting off（2013年 009 RE:CYBORG豪華版Blu-rayBOX 特典コミック）- ストーリー
- CYBORG 009 CALL OF JUSTICE（2016年 ファミ通クリアコミックス 上下巻）- 脚本
- ひるね姫 知らないワタシの物語（2017年 角川コミックス・エース 全2巻）

## 出演
- 立喰師列伝（2006年）神山店長 役
- 真・女立喰師列伝（2007年）神山店長 役
- にんげんドキュメント 対話がアニメを作り出す（2007年1月19日、NHK総合テレビ）
- 精霊の守り人徹底研究（2007年3月26日、NHKBS）
- YouTube x GEO Creator Day 2011（2011年9月24日、YouTube日本の公式パートナーチャンネル）

## 受賞歴
アニメーション神戸
- 第9回個人賞
- 第12回作品賞（パッケージ部門）『攻殻機動隊 STAND ALONE COMPLEX Solid State Society』
- 第14回作品賞（テレビ部門）『東のエデン』

東京アニメアワード
- 第9回優秀作品賞『東のエデン』

文化庁メディア芸術祭アニメーション部門
- 第6回優秀賞『攻殻機動隊 STAND ALONE COMPLEX』
- 第11回審査委員会推薦作品 『攻殻機動隊 STAND ALONE COMPLEX Solid State Society』『精霊の守り人』
- 第13回審査委員会推薦作品『東のエデン』

日本のメディア芸術100選
- アニメーション部門第7位『攻殻機動隊 STAND ALONE COMPLEX』

デジタルコンテンツグランプリ
- 第21回審査委員賞『攻殻機動隊 STAND ALONE COMPLEX Solid State Society』

東京国際アニメフェア
- 2003年公募アニメ作品部門優秀作品賞『攻殻機動隊 STAND ALONE COMPLEX』

先進映像協会 ルミエール・ジャパン・アワード
- 2011年劇場映画部門『攻殻機動隊 S.A.C. SOLID STATE SOCIETY 3D』
- 2013年作品賞 アニメーション/VFX部門『009 RE:CYBORG』

DEGジャパン・アワード/ブルーレイ大賞
- 第6回ベスト高画質賞『009 RE:CYBORG』

ファンタジア国際映画祭
- 第21回観客賞 アニメーション部門金賞『ひるね姫～知らないワタシの物語～』

VFX-JAPANアワード
- 第6回劇場公開アニメーション映画部門優秀賞『ひるね姫～知らないワタシの物語～』

日本アカデミー賞
- 第41回優秀アニメーション作品賞『ひるね姫～知らないワタシの物語～』

WIRED Audi INNOVATION AWARD
- 2018年 アワードイノヴェイター